# Berkley (Engeland)
Berkley is een civil parish in het bestuurlijke gebied Mendip, in het Engelse graafschap Somerset met 344 inwoners.